# Abax laevipennis
Abax laevipennis är en skalbaggsart som beskrevs av Leconte 1848. Abax laevipennis ingår i släktet Abax och familjen jordlöpare. Inga underarter finns listade i Catalogue of Life.